# Жабовидни риби
Жабовидните риби (Batrachoididae) са семейство актиноптери от разред Риби жаби (Batrachoidiformes).
Таксонът е описан за пръв път от Дейвид Стар Джордан през 1896 година.

## Родове
Подсемейство Batrachoidinae
- Amphichthys
- Batrachoides
- Opsanus
- Potamobatrachus
- Sanopus
- Vladichthys

Подсемейство Halophryninae
- Allenbatrachus
- Austrobatrachus
- Barchatus
- Batrachomoeus
- Batrichthys
- Bifax
- Chatrabus
- Colletteichthys
- Halobatrachus
- Halophryne
- Perulibatrachus
- Riekertia
- Triathalassothia

Подсемейство Porichthyinae
- Aphos
- Porichthys

Подсемейство Thalassophryninae
- Daector
- Thalassophryne